# Albert Hull
Albert Wallace Hull (Southington, 19 de abril de 1880 — 22 de janeiro de 1966) foi um engenheiro eletrônico e inventor estadunidense
Inventou o magnetron.